# Seeley (Californië)
Seeley is een plaats in Imperial County in Californië in de VS.

## Geografie
Seeley bevindt zich op 32°47′31″Noord, 115°41′22″West. De totale oppervlakte bedraagt 3,2 km² (1,2 mijl²) waarvan slechts 0,1 km² (0,04 mijl²) of 1,63% water is.

## Demografie
Volgens de census van 2000 bedroeg de bevolkingsdichtheid 518,2/km² (1346,3/mijl²) en bedroeg het totale bevolkingsaantal 1624 als volgt onderverdeeld naar etniciteit:
- 54,74% blanken
- 0,74% zwarten of Afrikaanse Amerikanen
- 0,99% inheemse Amerikanen
- 2,34% Aziaten
- 0,12% mensen afkomstig van eilanden in de Grote Oceaan
- 35,90% andere
- 5,17% twee of meer rassen
- 81,53% Spaans of Latino

Er waren 438 gezinnen en 382 families in Seeley. De gemiddelde gezinsgrootte bedroeg 3,71.

## Plaatsen in de nabije omgeving
De onderstaande figuur toont nabijgelegen plaatsen in een straal van 32 km rond Seeley.